# Pompe à chapelet
Une pompe à chapelet est un type de pompe à eau dans laquelle plusieurs disques sont fixés sur une chaîne sans fin. La chaîne plonge dans l'eau et puis remonte dans un tube dont le diamètre est légèrement supérieur à celui des disques. L'eau est alors piégée et soulevée, et elle est ensuite évacuée au sommet.
Ce système est utilisé depuis l'antiquité dans le Proche Orient, l'Europe et la Chine.

## Galerie

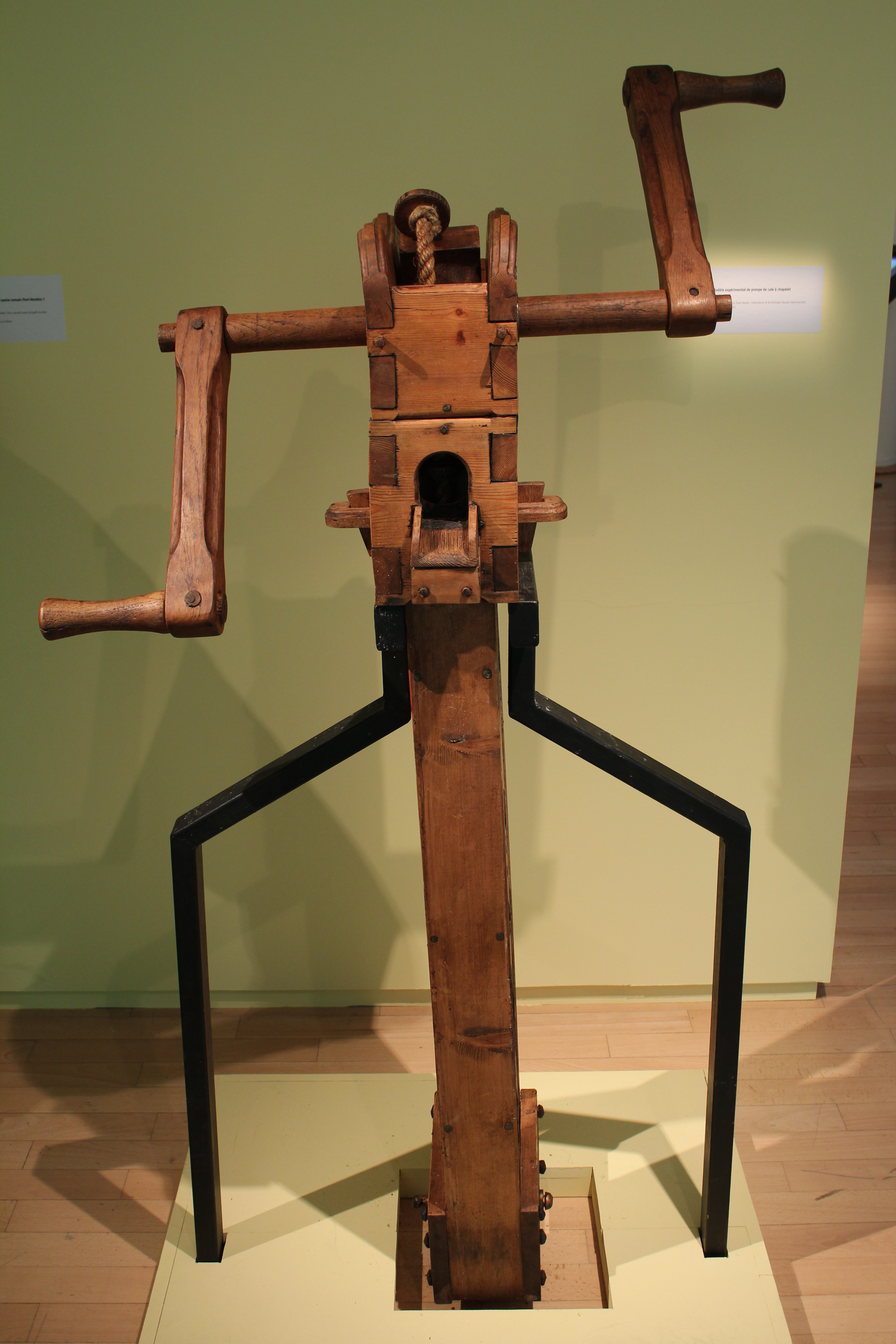
Pompe de cale de navire.
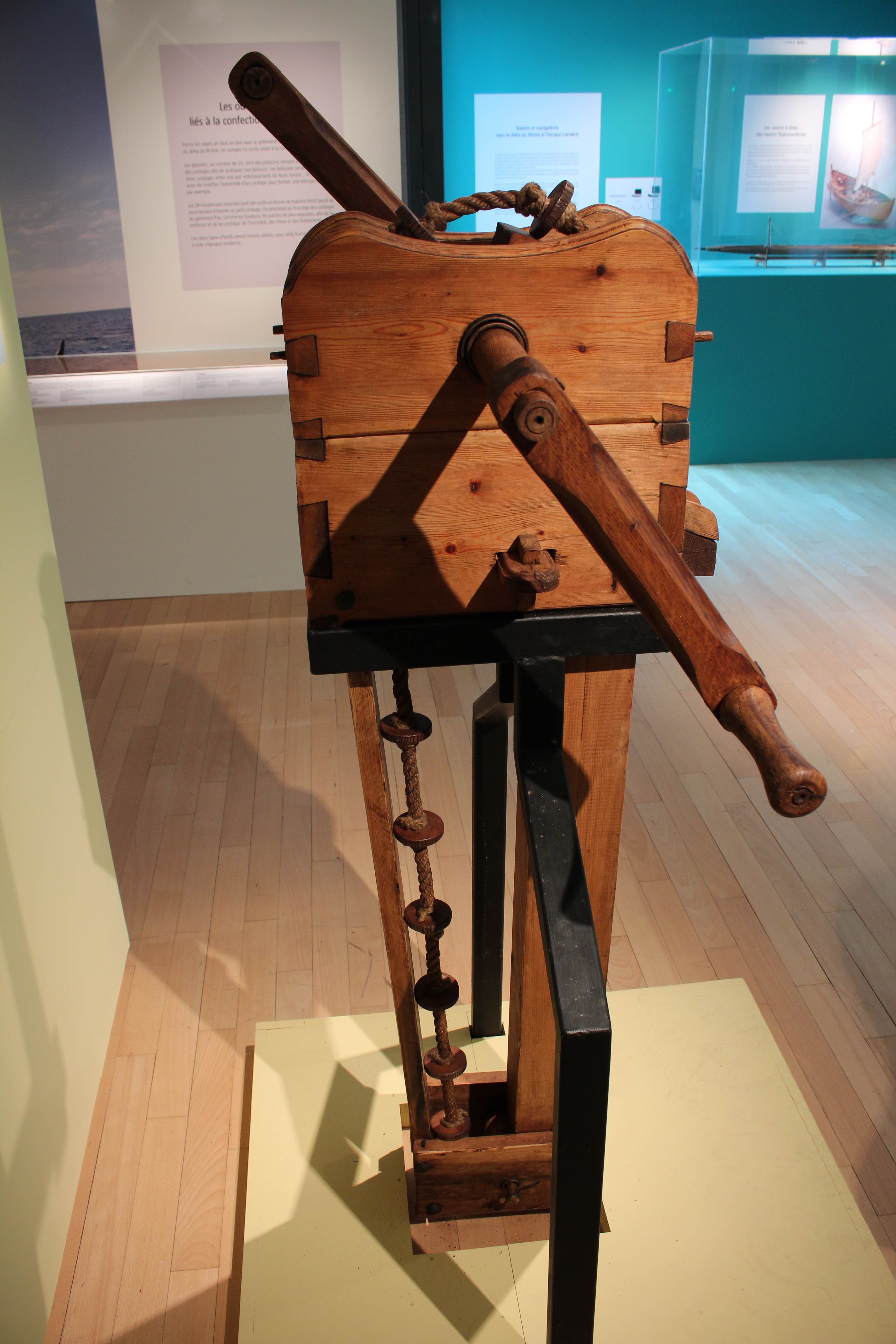
La même pompe vue de profil.
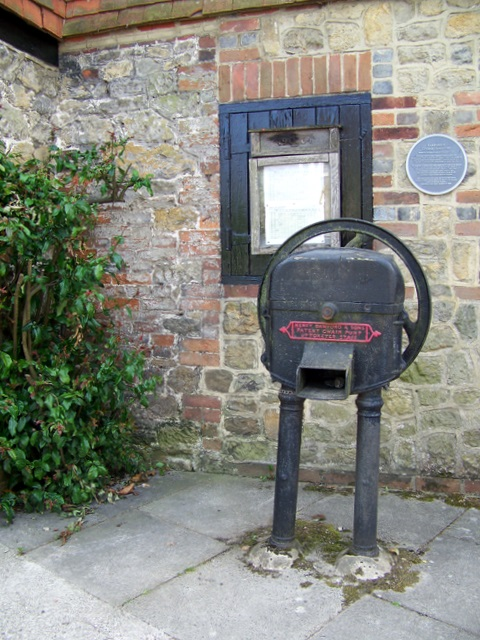
Pompe à Lodsworth (en) (Royaume Uni) fabriquée vers 1870.
Schéma d'une pompe à chapelet romaine[1].